# Люксембург Володимир Сергійович
Володимир Сергійович Люксембург (1888 — 1971) — партійний і державний діяч, народний секретар з судових справ у першому уряді Радянської України. Очолював Українське інформагентство УкТА.

## Життєпис
Народився в жовтні 1888 року в Санкт-Петербурзі. З 1905 року член учнівських і студентських більшовицьких організацій. Від 1907 займався партійною пропагандою і створенням на підприємствах профспілок. В 1907 році вступив до Петербурзького університету на юридичний факультет.
У 1911 році за організацію студентських страйків і демонстрацій був заарештований і деякий час утримувався в ув'язненні, невдовзі потому виключений з університету. У 1913 року вдруге був заарештований і кілька місяців перебував у в'язниці.
У 1914 році дістав дозвіл скласти екстерном іспити за університетський курс навчання, але через несприятливі життєві обставини не зміг бути на всіх державних іспитах і тому отримав лише свідоцтво про «прослуховування курсу юридичних наук Петроградського університету».
Як політично неблагонадійний не міг знайти постійного місця роботи. Займався репетиторством, коректорською працею тощо.
Під час Лютневої революції 1917 року брав безпосередню участь у збройних виступах проти самодержавства. 
У березні-червні 1917 року став членом суддівської комісії виконавчого комітету Петроградської ради робітничих і солдатських депутатів. 
Влітку 1917 р. переїхав в Україну. 
У липні-грудні займав посади заступника голови ради робітничих і солдатських депутатів і голови комітету РСДРП(б) в м. Кременчуці. 
У грудні цього ж року на 1-й Всеукраїнській конференції більшовиків у Києві обраний кандидатом у члени Головного комітету більшовиків України. Учасник Першого Всеукраїнського з'їзду Рад 1917 року у м. Харкові. Цього ж місяця (і до березня 1918) займав посаду народного секретаря судових справ України. Був членом ЦВК Рад України перших двох скликань.
З травня 1918 р. — заступник голови ради робітничих і солдатських депутатів та член більшовицького комітету у м. Воронежі.
З грудня 1918 по серпень 1919 р. — член колегії народного комісаріату пропаганди і агітації УСРР, завідувач бюро друку України.
З грудня 1919 р. — голова революційного комітету і комітету КПУ в м. Слов'янську. Очолював УкТА.
З лютого 1920 р. — член бюро і завідувач агітпропом Харківського губкому КП(б)У.
З липня 1921 р. — завідувач агітпропом Волинського губкому КП(б)У, редактор партійної губернської газети.
З травня 1922 р. — директор прес-бюро Народного комісаріату зовнішніх справ УСРР.
З січня 1923 р. — заступник уповноваженого Цукротресту в Україні.
З січня 1926 р. — завідувач головним управлінням у справах літератури і видавництв Наркомосу УСРР.
З березня 1928 р. — член колегії НКВС УСРР.
У січні 1931 р. — став слухачем Історико-партійного інституту червоної професури в Москві.
З січня 1932 р. — член колегії Наркомату легкої промисловості СРСР.
У липні 1933 р. повернувся в Україну, працював начальником політвідділу Кохановської МТС в Одеській області.
З квітня 1935 по жовтень 1937 рр. — працював начальником управління лісами Наркомзему РСФРР. Згодом тяжко хворів, змінив кілька керівних посад.
З серпня 1938 по серпень 1939 рр. — заступник директора по адміністративно-господарській частині Всесоюзної бібліотеки ім. В.Леніна
З грудня 1941 року — персональний пенсіонер. У червні 1971 року помер у Москві.